# Battuta (Fechten)
Battuta, im Deutschen auch Klingenschlag genannt, ist ein Fachbegriff aus dem Fechten. Es bezeichnet einen kurzen Schlag gegen das vordere Drittel (Schwäche) der gegnerischen Klinge mit dem Mittelteil der eigenen Klinge. Die Bewegung wird über die Finger ausgeführt, das Handgelenk kann sich leicht mitbewegen. Anders als die Parade, die der Abwehr gegnerischer Angriffe dient, ist die Battuta eine Vorbereitung für den eigenen Angriff. Die Battuta bewirkt ein kurzzeitiges Ablenken der gegnerischen Klinge, wodurch, bei richtigem Fechttempo, ein sicherer Angriff erfolgen kann.